# Fundamental Diagram (交通流理論)
Fundamental Diagram (FD)は、単位時間あたりの車両数である交通量と単位長さあたりの車両数である密度の関係である。FDは交通量、密度、速度を含む交通流理論における重要な概念である。これは、交通容量の計算や交通シミュレーションなど幅広く使われる。

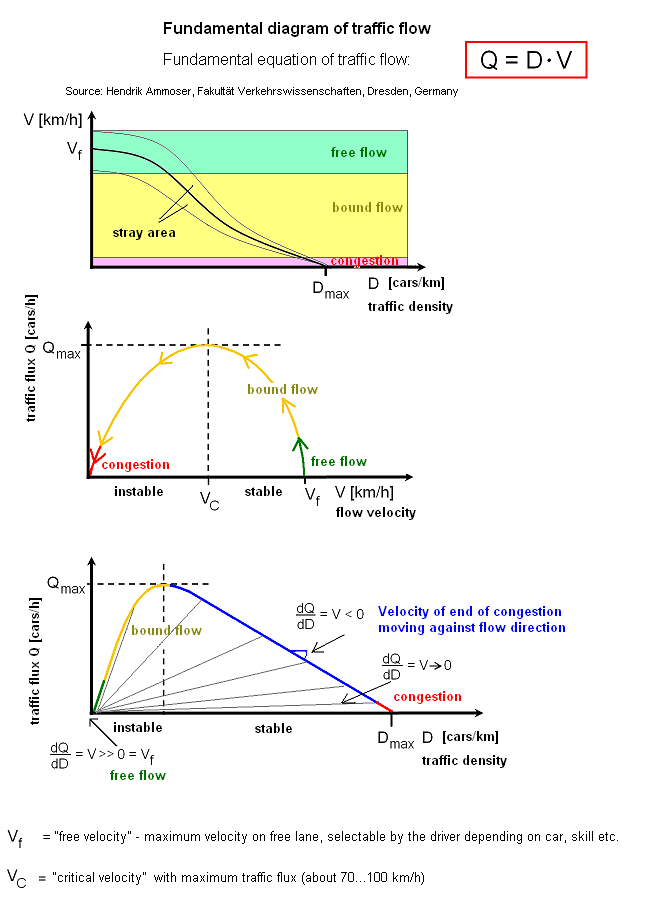
FD の様々な表現

## 基本的な性質
- 密度の増加は、走行速度の低下を招く。
- ある区間への車両の流入量と流出量が同じであるならば、交通状態は定常である。
- 臨界密度では、交通状態は不安定である
- 臨界密度を超える密度の場合、渋滞が発生する。

FDは、交通流について検証する際の主要な方法の一つである。FD　は一般に２次元グラフとして記述される。FDは交通量、密度もしくは車頭距離、速度、という３種類の変数の関係を表現する。これは、常に以下の等式が成立するためすべての変数を表現しなくて良いためである。
{\displaystyle q=kv={\frac {v}{s}}}
ここで、{\displaystyle q}は交通量、{\displaystyle k}は密度、{\displaystyle s}は車頭距離、{\displaystyle v}は速度である。
そのため、この中の２つの変数を表現する研究が行われている。

### 速度密度関係
速度密度関係は速度と密度には負の相関がある。ここで、密度が 0 に近づくにつれて速度は自由流速度に近づく。密度が増加すると、道路上の車両の速度は低下する。密度が渋滞密度に等しくなると、速度は 0 になる。

### 流率密度関係
交通流理論の研究では、流率密度関係（qk関係）が交通状態の計算に使われる。。現在、流率密度関係として特に有名なものとしてGreenshields FDと三角形FDがある。その精度や応用範囲の広さから三角形FDが広く使われている。三角形FDはNewellの車両追従モデルと等価である。三角形FDは自由流状態と追従状態の 2 つ状態から構成される。自由流状態は、原点を通り傾きが自由流速度である直線上に存在する。一方で、追従状態は、渋滞密度にて、流量が0であり、傾きは後進波速度に負の符号を付けた直線になる。つまり、密度の増加が流量低下を招くことを意味する。自由流状態と追従状態の直線の交点は交通容量を表し、このときの密度を臨界密度と呼ぶ。交通容量は、その区間を通過できる最大の交通量を表す。流率密度関係を用いることで、多くの交通シミュレーションを行うことができる。

### 速度流率関係

PeMS-D4 node 1　での流率速度関係

速度流率関係( vq関係)は最適な流率を実現する走行速度について調べる際に使用される。速度流率関係でも、流率密度関係と同様に、自由流状態と追従状態の２つの状態を持つ。図を見るとある流率を実現する速度が２つあることがわかる。これは、速度が高く密度が低い状態と、速度が低く密度が高い状態の２つである。この図から、自由流状態では、交通密度に達するまで、走行速度は自由流速度のままである。交通容量に達すると、追従状態になり、図の下側の部分になる。

## Macroscopic fundamental diagram
Macroscopic fundamental diagram (MFD) はネットワーク全体の空間平均された交通量、密度、速度を関連付けるFDの一種です。したがって、MFD は、車両密度の観点からネットワークの容量{\displaystyle \mu }を表す。ここで、{\displaystyle \mu }はネットワーク全体の平均的な交通容量、𝜂はネットワークの渋滞密度を表す。ネットワークの最大容量はMFDの頂点付近の領域である。

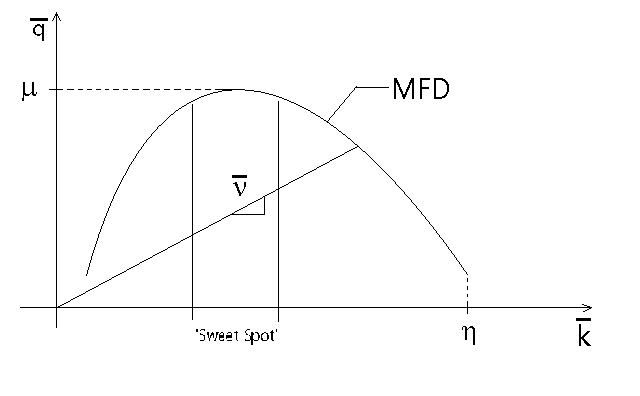
図1: MFDの例

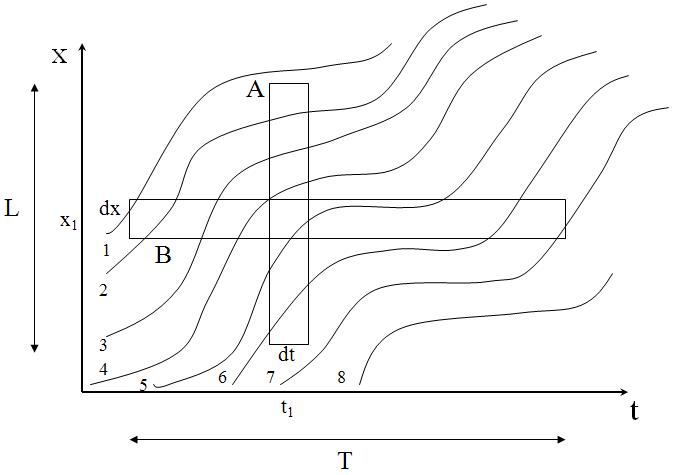
図2: ネットワークのi番目のリンクの空間時間図

### 平均交通量
ネットワーク平均交通量 {\displaystyle {\bar {q}}} は以下のように表される。
{\displaystyle {\bar {q}}={\frac {\sum _{k=1}^{n}d_{i}(B)}{nTL}}}, 
ここで B は図２で表されている時空間図の領域である。

### 平均密度
ネットワークの平均密度 {\displaystyle {\bar {k}}} は以下のように表される。
{\displaystyle {\bar {k}}={\frac {\sum _{k=1}^{n}t_{i}(A)}{nTL}}}
ここで A は図２で表されている時空間図の領域である。

### 平均速度
ネットワークの平均速度 {\displaystyle {\bar {v}}} は以下のように表される。
{\displaystyle {\bar {v}}={\frac {\bar {q}}{\bar {k}}}}
ここで B は図２で表されている時空間図の領域である。

### 平均旅行時間
MFD より、ネットワーク内の車両の数は以下のように表される。
{\displaystyle n={\bar {k}}\sum _{k=1}^{n}l_{i}={\bar {k}}L}
ここで {\displaystyle L} はネットワークの総距離を表す。
ここで車両１台あたりの平均旅行距離を{\displaystyle d} とおく。このとき平均旅行時間 {\displaystyle \tau } は以下のように表される。
{\displaystyle \tau ={\frac {d}{\bar {v}}}={\frac {nd}{MFD(n)L}}}

### MFDの応用
2008年、日本の横浜市の市街地ネットワークの交通流データが、500個の固定センサーと140個の移動センサーを使用して収集された. この研究は 10km2程度の大きさの市街地が明らかにMFD持つと予想されるを明らかにした。ただし、観測されたMFDから、高密度の混雑した地域では明白なMFD関係が観測できなかった。しかし、この研究は都市ネットワークのMFD関係が交通需要とは無関係であると示した。したがって、交通流データを継続的に収集することで、都市の近隣地域や都市のMFDを取得し、分析や交通工学の目的に使用できるかもしれない。
MFD 関係から、ネットワーク内の車両数を監視することで渋滞を制御できるとわかる。また、混雑課金、境界制御、その他のさまざまな交通制御方法を使用して、各機関のピーク容量で最適な性能を維持で切るかもしれない。各機関は、公共情報やエンジニアリングの目的で MFD を使用して平均移動時間を見積もれる。
Keyvan-Ekbatani et al. は、MFDと適切なフィードバック制御構造に基づき流入量と流出量を制御することで、飽和した交通状況での移動性を改善した。彼らは、流入流出制御を適切なフィードバック制御での運用を可能にする、運用 MFD を組み込んだ単純な制御設計モデルを開発した。これにより、制御エンジニアリングのさまざまな線形または非線形、フィードバックまたは予測 制御設計方法の適用と比較が可能になった。その中で、効率的な PI コントローラが開発され、現実的なミクロなシミュレーション環境で正常にテストされた。